# دینیش

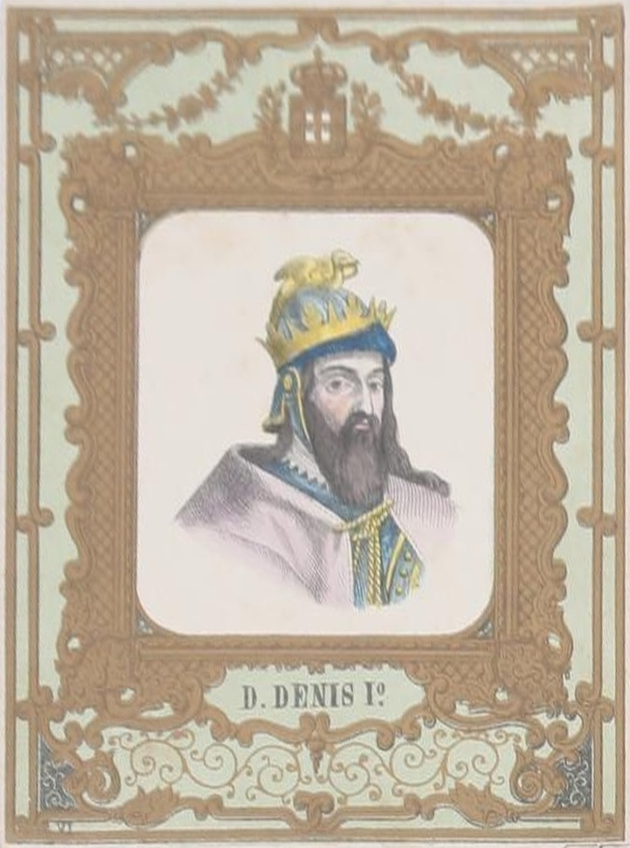
دنیس پرتغال

دنیس پرتغال (به پرتغالی: Dinis or Diniz) ششمین پادشاه پرتغال (۱۲۷۹ – ۱۳۲۵) از دودمان بورگوندی